# Maszyna wektorów nośnych
Maszyna wektorów nośnych, maszyna wektorów wspierających, maszyna wektorów podpierających, maszyna wektorów podtrzymujących – abstrakcyjny koncept maszyny, która działa jak klasyfikator, a której nauka ma na celu wyznaczenie hiperpłaszczyzny rozdzielającej z maksymalnym marginesem przykłady należące do dwóch klas. Często jest stosowana niejawnie w procesie rozpoznawania obrazów. 
Maszyna wektorów nośnych korzystająca z jądra radialnej funkcji bazowej jest w stanie klasyfikować nierozdzielne liniowo klasy. W przypadku wystąpienia więcej niż jednej klasy maszynę wektorów nośnych zazwyczaj uczy się metodą one-versus-rest.